# 新西蘭高體鯧
新西蘭高體鯧為輻鰭魚綱鱸形目鯧亞目長鯧科的其中一種，分布於西南太平洋的澳洲、紐西蘭；東太平洋秘魯、智利；西印度洋的南非海域，棲息深度可達1000公尺，屬深海魚類，體長可達90公分，棲息在大陸坡。

## 擴展閱讀
維基物種上的相關：新西蘭高體鯧